# روبرت بريان هارويل
روبرت بريان هارويل (بالإنجليزية: Robert Bryan Harwell)‏ هو محامي وقاضي أمريكي، ولد في 4 يونيو 1959 في فلورنس في الولايات المتحدة.